# Kufel (Góry Izerskie)
Kufel (niem. Seidelberg, 589 m n.p.m.) – wzniesienie w południowo-zachodniej Polsce, w Sudetach Zachodnich, w Górach Izerskich.
Wzniesienie w zachodniej części Grzbietu Kamienickiego Gór Izerskich. Wyrasta z bocznego ramienia, odchodzącego ku północy od Dłużca.
Zbudowane ze skał metamorficznych – gnejsów i granitognejsów oraz łupków łyszczykowych, należących do bloku karkonosko-izerskiego, a ściślej jego północno-zachodniej części - metamorfiku izerskiego.
Masyw pokryty jest łąkami, polami i niewielkimi zagajnikami. Znajdują się tu pojedyncze zabudowania Gierczyna.